# Awsworth
Awsworth är en ort och civil parish i Storbritannien.   Den ligger i grevskapet Nottinghamshire och riksdelen England, i den södra delen av landet, 180 km norr om huvudstaden London. Awsworth ligger 88 meter över havet och antalet invånare är 2 634.
Terrängen runt Awsworth är platt. Runt Awsworth är det mycket tätbefolkat, med 2 103 invånare per kvadratkilometer. Närmaste större samhälle är Nottingham, 9,7 km öster om Awsworth. Trakten runt Awsworth består till största delen av jordbruksmark.